# Chapelle Notre-Dame de Brue-Auriac
La chapelle Notre-Dame de Brue-Auriac est située à Brue-Auriac, dans le département du Var en France. Datant du XIIe siècle, elle est monument historique.

## Localisation
La chapelle Notre-Dame est isolée sur une petite colline à 2 km au sud du village. Le cimetière communal jouxte l'arrière de l'édifice.

## Historique
Cette chapelle du XIIe siècle, à laquelle est joint son prieuré, dépendait de l'abbaye Saint-Victor de Marseille. En 1531, celle-ci entreprit la rénovation de la chapelle et fit construire un logis attenant pour le fermier chargé de l'exploitation du domaine. Au XIXe siècle, après la fusion des deux villages de Brue et d'Auriac, cette chapelle servit d'église paroissiale jusqu'en 1858, date à laquelle fut inaugurée l'église Saint-Georges au centre du village. La chapelle Notre-Dame et son prieuré sont inscrits au titre des monuments historiques en 1971.

## Description
La façade est ornée d'une frise qui la sépare en deux parties: au-dessous, la porte en plein-cintre avec de larges claveaux est surmontée d'un christ sculpté. Les culots supportant la voûte sont ornés de motifs géométriques. Dans la partie haute, un dessus d'un oculus, le clocher-mur dissymétrique à deux ouvertures ne comporte plus aucune cloche à la suite du vol de cette dernière mi-août 2019.

## Galerie

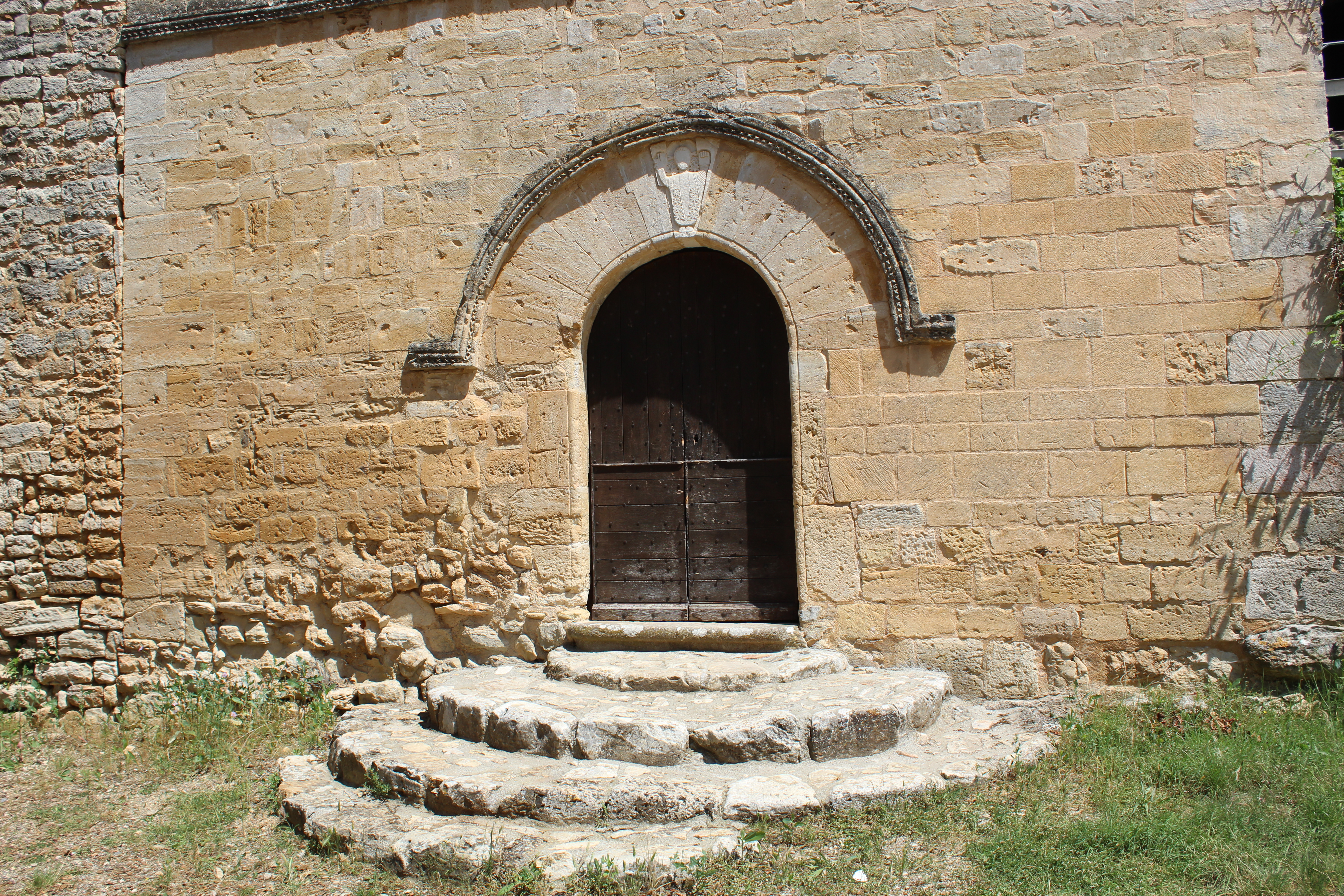
Le portail
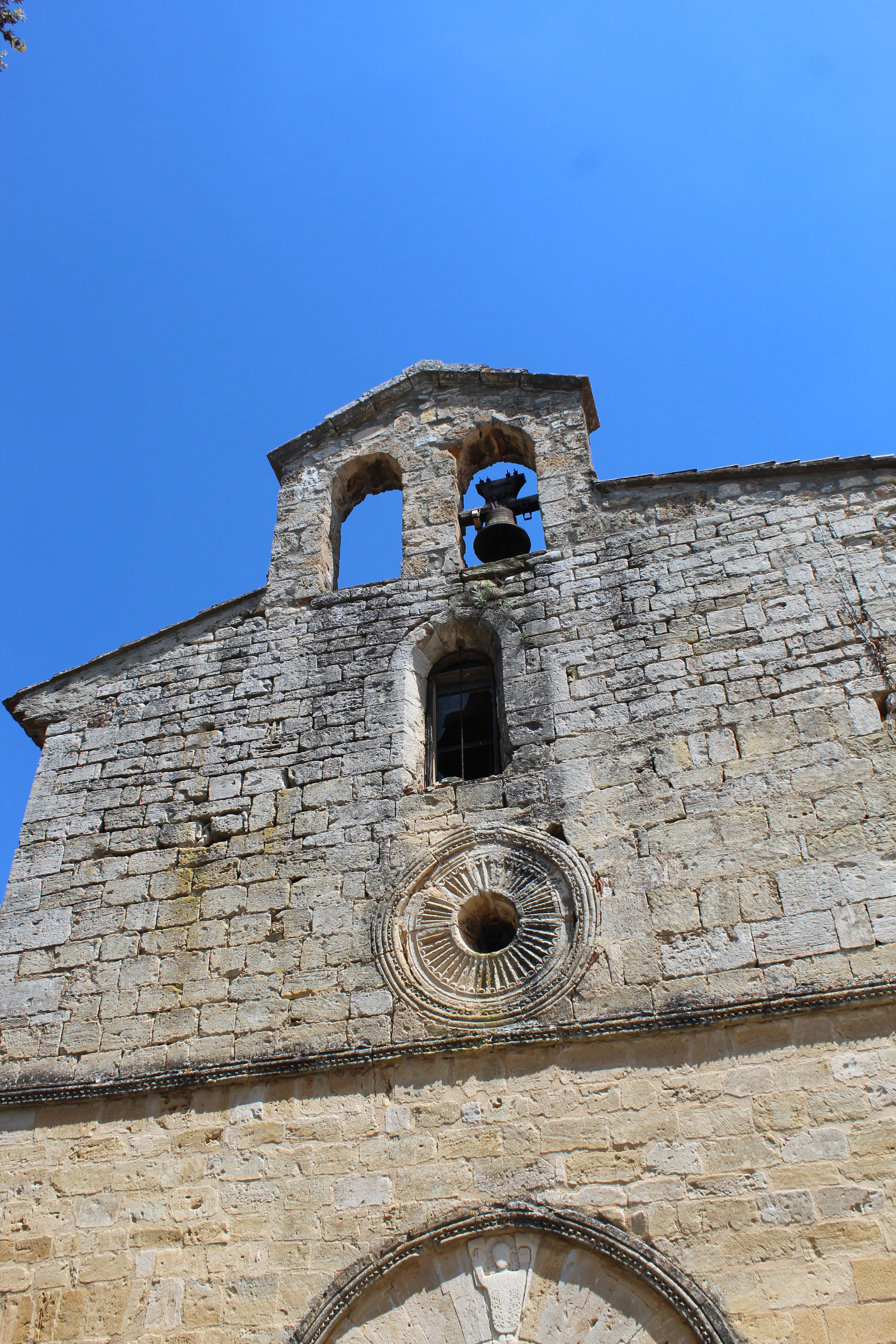
Partie supérieure de la façade.
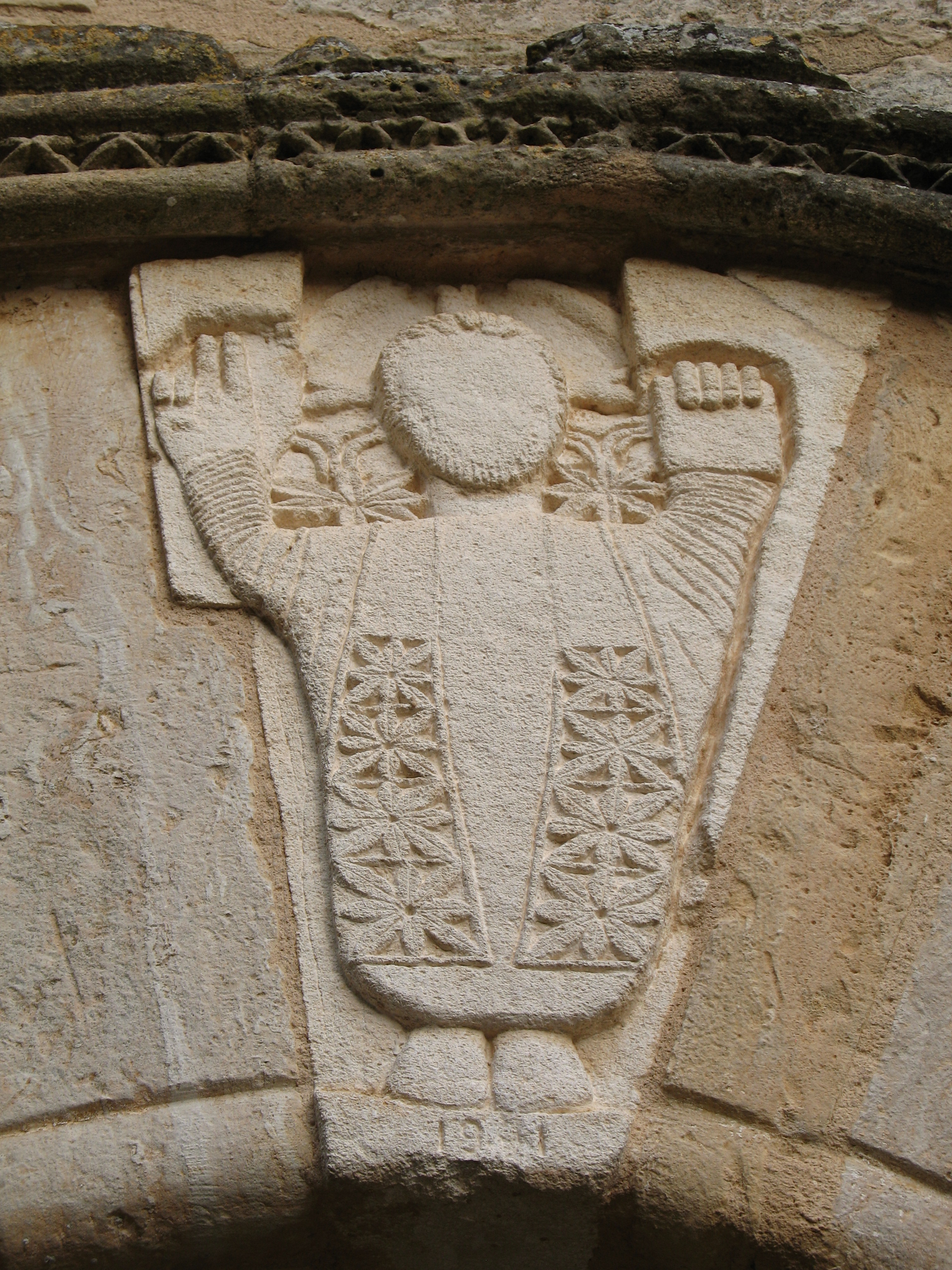
Christ-sculpté.
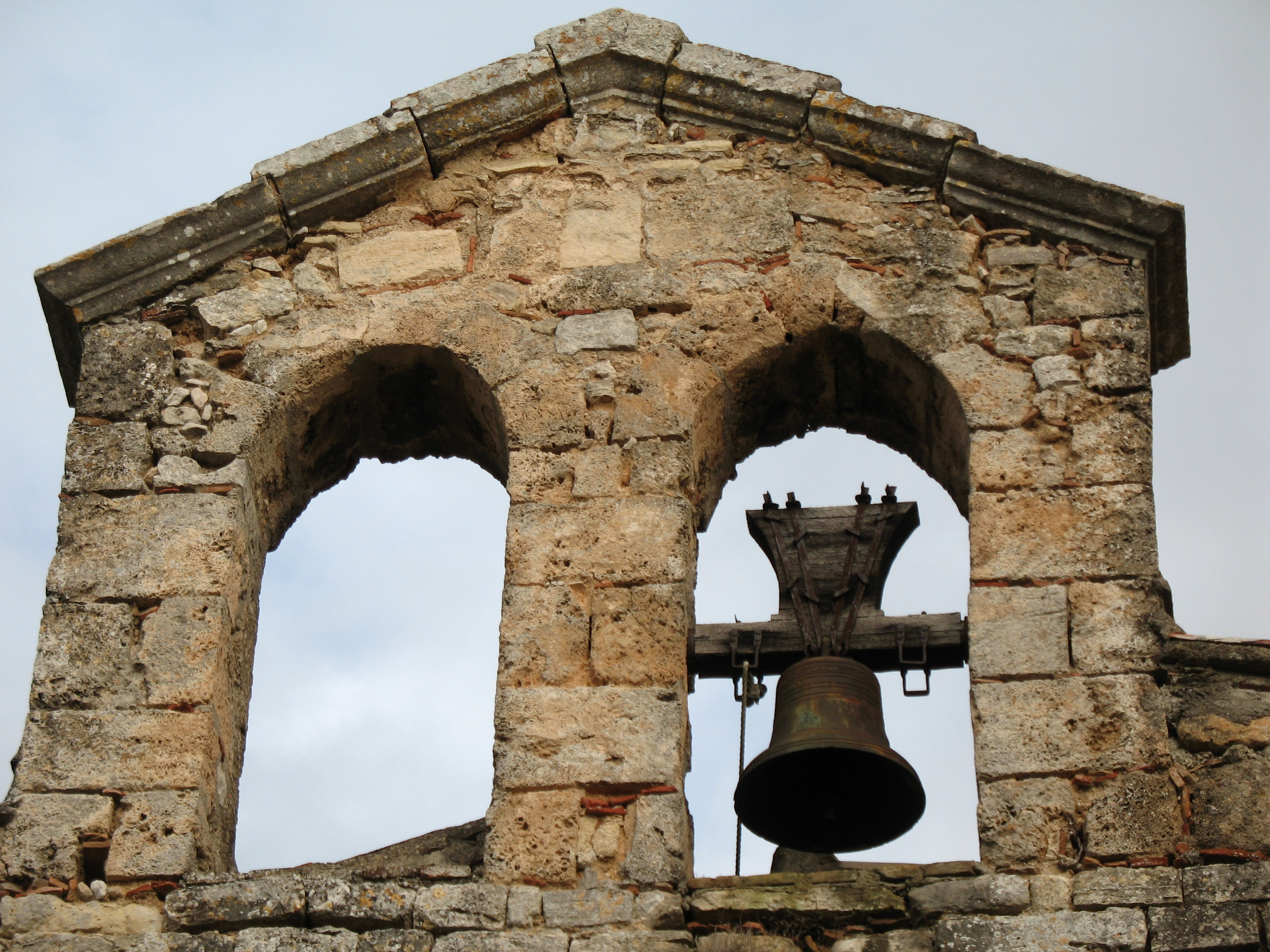
Le clocher-mur et son unique cloche.
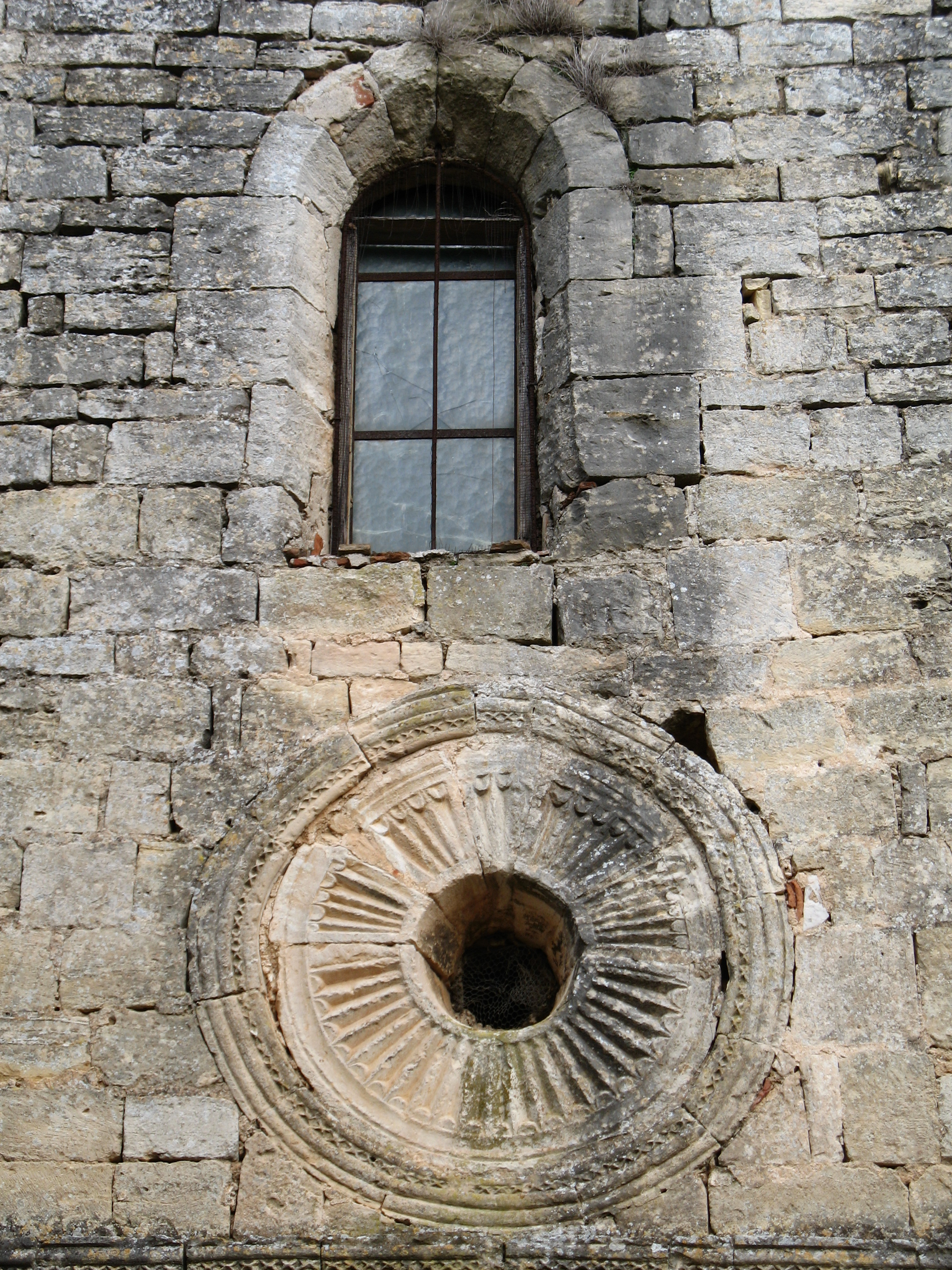
Oculus sculpté.